# Angiotensina 1-7
Angiotensina 1-7 é um peptídeo que faz parte do sistema renina angiotensina aldosterona (SRAA).

## Estrutura
A Angiotensina 1-7 é composta por sete aminoácidos (heptapeptídeo).
```
Asp-Arg-Val-Tyr-Ile-His-Pro
```

Angiotensina-(1-7) [Ang (1-7)], recentemente considerada um membro biologicamente ativo do Sistema Renina Angiotensina, possui funções freqüentemente opostas àquelas atribuídas ao principal componente efetor do SRA, a angiotensina II (Ang II). A Ang (1-7) pode ser formada a partir da AngII ou diretamente da Angiotensina I (Ang I). Outras vias enzimáticas para geração de Ang (1-7) têm sido descritas, e envolvem um novo homólogo da Enzima Conversora de Angiotensina (ECA), a ECA-2. Esta enzima pode formar Ang(1-7) a partir da Ang II ou menos eficientemente a partir da hidrólise de Ang I a Ang(1-9) que subseqüentemente forma Ang (1-7). Este hormônio é um peptídio endógeno do SRA com propriedades vasodilatadoras e anti-proliferativas.

## Síntese
São vias possíveis de síntese:
- Ação da endopeptidase neutra sobre a angiotensina I.
- Ação da prolil endopeptidase sobre a angiotensina I.
- Ação da enzima conversora da angiotensina sobre a angiotensina 1-9.
- Ação da endopeptidase neutra sobre a angiotensina 1-9.
- Ação da enzima conversora da angiotensina 2 sobre a angiotensina II.